# Enrique Pertegás
Enrique Pertegás Ferrer (Valencia, 15 de julio de 1894-íd., 10 de febrero de 1962) fue un ilustrador, pintor y dibujante de historietas español, perteneciente a la primera generación de autores de cómic valenciano, junto a Luis Dubón y Juan Pérez del Muro.

## Biografía
Enrique Pertegás inicia su carrera como ilustrador de revistas satíricas la década de 1910, especialmente en La Traca u otras como El Chorizo Japonés. Entre 1915 y 1916 dirige incluso Cuento del Dumenche. Durante la década de 1930 trabajó para la editorial Guerri, primero como ilustrador y portadista de folletínes, y tras la Guerra Civil como dibujante de cuadernos de historietas: La guerra de los planetas y Ultus, el rey de la selva (1943). En 1945, dibujó para Editorial Valenciana, S.A. la serie Silac, el Hombre-León, de una calidad gráfica inédita en su época.

## Estilo
El periodista Vicent Baydal la define políticamente como "valencianista y de izquierdas" y sobre su obra dice "La modernidad y las formas de desinhibición social llegaban al sexo y Pertegás se convertía en su adalid, siendo no sólo uno de los dibujantes valencianos más populares (Tramús), sino también el de mayor calidad gráfica en sus obras (Sade)".
El crítico Pedro Porcel lo emparenta con "grandes autores catalanes, como Junceda, todos ellos procedentes del modernismo."